# Clemente Rodríguez
Clemente Juan Rodríguez (Buenos Aires; 31 de julio de 1981) es un exfutbolista argentino que jugaba de lateral izquierdo. Actualmente desde el año 2022 forma parte como ayudante técnico con Walter Pico en la quinta división de las inferiores del Club Atlético Boca Juniors.
Surgido de las divisiones inferiores de Boca Juniors, del cual formó parte de tres conquistas de la Copa Libertadores de América 2001, 2003 y 2007 más la Copa Intercontinental 2003. También ganó la medalla de oro en los Juegos Olímpicos de Atenas 2004 con la Selección Argentina.

## Trayectoria

### Boca Juniors
Debutó en Boca Juniors el 18 de octubre de 2000 con 19 años en un partido frente al Club Nacional de Football por la Copa Mercosur disputando el partido completo y utilizando la dorsal 26. Debutó en el puesto que había estado utilizando por muchas temporadas Rodolfo El Vasco Arruabarrena, quien ese año acababa de ser traspasado al Villarreal.
En 2011, en el Torneo Clausura 2011, su equipo Boca Juniors, tendría un mal arranque de torneo, pero conforme pasaban los partidos iría mejorando el equipo de la Ribera, Boca terminaría en la 7° posición. En el Torneo Apertura 2011, regresaría la gloria para Boca Juniors, ya que saldría campeón de dicha competición de forma invicta, con un Clemente Rodríguez en muy buen estado.
En 2012, Boca Juniors, en el Torneo Clausura 2012, tendría un gran comienzo de torneo, lo cual lo llevó en la 1ª posición hasta la fecha 17, donde Boca tropezó al final y se tuvo que conformar con la 4ª posición. Al mismo tiempo se jugaba la Copa Libertadores 2012,donde Boca llegó a la final, de forma estupenda, pero perdió 1-3 en el global frente al Corinthians en una serie que tras quedar igualada en la Bombonera se definiría en Brasil.
El 14 de marzo de 2013, enfrentando a Nacional en el Estadio Centenario de Montevideo, Rodríguez se convirtió en el jugador argentino con más partidos disputados por Copa Libertadores, llegando a la marca de 77 partidos y superando a Julio César Falcioni.
El 21 de junio de 2013 el presidente de Boca, Daniel Angelici, anunció la finalización del vínculo contractual con el jugador, al que le ofrecieron un año de contrato a pesar de que él solicitaba una renovación por tres años, por lo que firma contrato con San Pablo, de Brasil.

### São Paulo
Firmó un contrato con São Paulo. En julio de 2013 debuta con São Paulo y es expulsado en su primer partido jugado de la Serie A contra el Bahía.

### Deportivo Merlo
En 2020 fichó por el Deportivo Merlo. El 31 de enero de 2021 logró ascender a la B Metropolitana, por el torneo reducido tras ganarle 2-1 a Dock Sud en el Libertadores de América.

## Selección Argentina
Debutó en la Selección Argentina el 31 de enero de 2002, con 21 años frente a Honduras en un partido amistoso.
Marcelo Bielsa lo convocó a participar en la Copa América 2004 en Perú, donde jugaría 2 partidos y el equipo argentino lograría el subcampeonato perdiendo la final por penales contra Brasil. Posteriormente participó del equipo que ganó la primera medalla dorada de la historia del fútbol argentino en los Juegos Olímpicos de Atenas 2004.
Ya en el mandato de Diego Armando Maradona como seleccionador, fue convocado para disputar el Mundial de Sudáfrica 2010, en el que jugó en un solo partido, en el que Argentina derrotó al seleccionado griego por 2-0. En marzo de 2013, el DT de la selección argentina, Alejandro Sabella, lo puso en la lista de convocados de las eliminatorias del Mundial de Brasil 2014 en las que Argentina saldría subcampeona del mundo.

### Participaciones en Copas del Mundo
| Mundial           | Sede      | Resultado        | Partidos | Goles |
| ----------------- | --------- | ---------------- | -------- | ----- |
| Copa Mundial 2010 | Sudáfrica | Cuartos de final | 1        | 0     |

### Participaciones en Copas América
| Copa              | Sede | Resultado  | Partidos | Goles |
| ----------------- | ---- | ---------- | -------- | ----- |
| Copa América 2004 | Perú | Subcampeón | 2        | 0     |

### Participaciones en Juegos Olímpicos
| Copa                  | Sede   | Resultado | Partidos | Goles |
| --------------------- | ------ | --------- | -------- | ----- |
| Juegos Olímpicos 2004 | Atenas | Campeón   | 1        | 0     |

## Estadísticas

### Clubes
- Actualizado el 26 de octubre de 2019

| Equipo                            | Div.                | Temporada           | Liga     | Liga  | Copa Nacional y Provincial | Copa Nacional y Provincial | Copa Internacional | Copa Internacional | Total    | Total |
| Equipo                            | Div.                | Temporada           | Partidos | Goles | Partidos                   | Goles                      | Partidos           | Goles              | Partidos | Goles |
| C.A. Boca Juniors Argentina       | 1.ª                 | 2000-01             | 14       | 1     | -                          | -                          | 13                 | 0                  | 27       | 1     |
| C.A. Boca Juniors Argentina       | 1.ª                 | 2001-02             | 26       | 0     | -                          | -                          | 10                 | 0                  | 36       | 0     |
| C.A. Boca Juniors Argentina       | 1.ª                 | 2002-03             | 30       | 2     | -                          | -                          | 13                 | 0                  | 43       | 2     |
| C.A. Boca Juniors Argentina       | 1.ª                 | 2003-04             | 25       | 1     | -                          | -                          | 16                 | 1                  | 41       | 2     |
| C.A. Boca Juniors Argentina       | 1.ª                 | 2006-07             | 14       | 2     | -                          | -                          | 13                 | 1                  | 27       | 3     |
| C.A. Boca Juniors Argentina       | 1.ª                 | 2010-11             | 27       | 1     | -                          | -                          | -                  | -                  | 27       | 1     |
| C.A. Boca Juniors Argentina       | 1.ª                 | 2011-12             | 28       | 1     | 2                          | 0                          | 11                 | 0                  | 41       | 1     |
| C.A. Boca Juniors Argentina       | 1.ª                 | 2012-13             | 23       | 0     | 1                          | 0                          | 11                 | 0                  | 35       | 0     |
| C.A. Boca Juniors Argentina       | Total               | Total               | 187      | 9     | 3                          | 0                          | 88                 | 2                  | 278      | 11    |
| Spartak de Moscú · Rusia          | 1.ª                 | 2004                | 9        | 0     | -                          | -                          | -                  | -                  | 9        | 0     |
| Spartak de Moscú · Rusia          | 1.ª                 | 2005                | 25       | 1     | 1                          | 1                          | -                  | -                  | 26       | 2     |
| Spartak de Moscú · Rusia          | 1.ª                 | 2006                | 20       | 1     | 6                          | 0                          | 7                  | 0                  | 33       | 1     |
| Spartak de Moscú · Rusia          | 1.ª                 | 2008                | 10       | 1     | 1                          | 0                          | 5                  | 1                  | 16       | 2     |
| Spartak de Moscú · Rusia          | 1.ª                 | 2009                | 7        | 0     | 1                          | 0                          | -                  | -                  | 8        | 0     |
| Spartak de Moscú · Rusia          | Total               | Total               | 71       | 3     | 9                          | 1                          | 12                 | 1                  | 92       | 5     |
| RCD Español · España              | 1.ª                 | 2007-08             | 17       | 0     | 2                          | 0                          | -                  | -                  | 19       | 0     |
| RCD Español · España              | Total               | Total               | 17       | 0     | 2                          | 0                          | -                  | -                  | 19       | 0     |
| Estudiantes de La Plata Argentina |                     |                     |          |       |                            |                            |                    |                    |          |       |
| 1.ª                               | 2009-10             | 27                  | 1        | -     | -                          | 10                         | 0                  | 37                 | 1        |       |
| Total                             | Total               | 27                  | 1        | -     | -                          | 10                         | 0                  | 37                 | 1        |       |
| São Paulo FC · Brasil             | 1.ª                 | 2013                | 3        | 0     | -                          | -                          | -                  | -                  | 3        | 0     |
| São Paulo FC · Brasil             | 1.ª                 | 2014                | 0        | 0     | -                          | -                          | -                  | -                  | 0        | 0     |
| São Paulo FC · Brasil             | 1.ª                 | 2015                | 0        | 0     | -                          | -                          | -                  | -                  | 0        | 0     |
| São Paulo FC · Brasil             | Total               | Total               | 3        | 0     | -                          | -                          | -                  | -                  | 3        | 0     |
| C.A. Colón de Santa Fé Argentina  |                     |                     |          |       |                            |                            |                    |                    |          |       |
| 1.ª                               | 2015                | 20                  | 0        | -     | -                          | -                          | -                  | 20                 | 0        |       |
| 1.ª                               | 2016                | 9                   | 0        | -     | -                          | -                          | -                  | 9                  | 0        |       |
| 1.ª                               | 2016-17             | 17                  | 0        | 1     | 0                          | -                          | -                  | 18                 | 0        |       |
| 1.ª                               | 2017-18             | 11                  | 0        | 1     | 0                          | 2                          | 0                  | 14                 | 0        |       |
| 1.ª                               | 2018-19             | 6                   | 1        | 7     | 0                          | 1                          | 0                  | 14                 | 1        |       |
| Total                             | Total               | 65                  | 1        | 9     | 0                          | 3                          | 0                  | 71                 | 1        |       |
| C.A. Barracas Central Argentina   |                     |                     |          |       |                            |                            |                    |                    |          |       |
| 2.ª                               | 2019-20             | 9                   | 0        | -     | -                          | -                          | -                  | 9                  | 0        |       |
| Total                             | Total               | 9                   | 0        | 0     | 0                          | 0                          | 0                  | 9                  | 0        |       |
| Deportivo Merlo Argentina         |                     |                     |          |       |                            |                            |                    |                    |          |       |
| 4.ª                               | 2020                | 7                   | 0        | -     | -                          | 0                          | 0                  | 7                  | 0        |       |
| Total                             | Total               | 7                   | 0        | -     | -                          | 0                          | 0                  | 7                  | 0        |       |
| Total en su carrera               | Total en su carrera | Total en su carrera | 384      | 14    | 23                         | 1                          | 113                | 3                  | 520      | 18    |

#### Clubes como técnico
- Actualizado el 12 de marzo de 2022

| Equipo                    | Div.                 | Torneo               | Estadísticas | Estadísticas | Estadísticas | Estadísticas | Estadísticas | Estadísticas | Estadísticas | Estadísticas | Estadísticas |
| Equipo                    | Div.                 | Torneo               | PJ           | G            | E            | P            | GF           | GC           | DG           | Efectividad  | Puntos       |
| ------------------------- | -------------------- | -------------------- | ------------ | ------------ | ------------ | ------------ | ------------ | ------------ | ------------ | ------------ | ------------ |
| Deportivo Merlo Argentina | 3.ª                  |                      |              |              |              |              |              |              |              |              |              |
| Deportivo Merlo Argentina | 3.ª                  | Primera B 2021       | 9            | 4            | 1            | 4            | 16           | 15           | +1           | 48.15%       | 13           |
| Deportivo Merlo Argentina | 3.ª                  | Primera B 2022       | 5            | 2            | 1            | 2            | 2            | 2            | 0            | 46.67%       | 7            |
| Deportivo Merlo Argentina | Total                | Total                | 14           | 6            | 2            | 6            | 18           | 17           | +1           | 47.62%       | 20           |
| Total en sus equipos      | Total en sus equipos | Total en sus equipos | 14           | 6            | 2            | 6            | 18           | 17           | +1           | 47.62%       | 20           |

## Palmarés

### Campeonatos nacionales
| Título           | Equipo       | País      | Año     |
| ---------------- | ------------ | --------- | ------- |
| Primera División | Boca Juniors | Argentina | A-2000  |
| Primera División | Boca Juniors | Argentina | A-2003  |
| Primera División | Boca Juniors | Argentina | A-2011  |
| Copa Argentina   | Boca Juniors | Argentina | 2011/12 |

### Campeonatos internacionales
| Título                          | Equipo                     | Sede         | Año  |
| ------------------------------- | -------------------------- | ------------ | ---- |
| Copa Libertadores de América    | Boca Juniors               | São Paulo    | 2001 |
| Copa Libertadores de América    | Boca Juniors               | Buenos Aires | 2003 |
| Copa Intercontinental           | Boca Juniors               | Yokohama     | 2003 |
| Preolímpico Sudamericano Sub-23 | Selección Argentina Sub-23 | Chile        | 2004 |
| Juegos Olímpicos                | Selección Argentina Sub-23 | Atenas       | 2004 |
| Copa Libertadores de América    | Boca Juniors               | Porto Alegre | 2007 |

### Otros logros
| Logro                             | Equipo               | País      | Año     |
| --------------------------------- | -------------------- | --------- | ------- |
| Ascenso a Primera B Metropolitana | C.S. Deportivo Merlo | Argentina | 2020/21 |

### Distinciones individuales
| Distinción                                      | Año  |
| ----------------------------------------------- | ---- |
| Parte del Equipo Ideal de América               | 2003 |
| Parte del Equipo Ideal de América               | 2011 |
| Equipo Ideal de la Copa Libertadores de América | 2012 |